# Urban Trad
Az Urban Trad  belga népzenei együttes. Ők képviselték Belgiumot a 2003-as Eurovíziós Dalfesztiválon. Versenydaluk a Sanomi volt, amellyel 2. helyen zártak a döntőben.

## Tagok
- Yves Barbieux: furulya
- Veronica Codesal: vokál
- Soetkin Collier: vokál
- Sophie Cavez: harmónika
- Philip Masure: akusztikus gitár
- Dirk Naessens: hegedű
- Cedric Waterschoot: basszusgitár

## Nagylemezek
- One o Four (2001)
- Kerua (2003)
- Elem (2004)
- Erbalunga (2007)